# Vöhringen
Vöhringen (pronunciación en alemán: /ˈføːʁɪŋən/ⓘ) es un municipio alemán perteneciente al distrito de Rottweil, en el estado federado de Baden-Wurtemberg. Wittershausen es un barrio de Vöhringen. En total, el municipio tiene unos 4130 habitantes y el territorio municipal comprende 2472 ha. Su altitud oscila entre los 491 y 682 m s. n. m.